# 星舌紫菀
星舌紫菀（学名：Aster asteroides）为菊科紫菀属的植物。分布在尼泊尔、锡金、不丹以及中国大陆的青海、西藏、四川等地，生长于海拔3,200米至3,500米的地区，多生长在高山灌丛或湿润草地冰碛物上，目前尚未由人工引种栽培。

## 异名
- Aster asteroides (DC.) O. Kuntze f. paludosus Ling